# Alvís
Alvís (en norrè: Alvíss) va ser un nan de la mitologia norrena.
En el poema Alvíssmál dins l'Edda poètica del segle XII, la filla de Tor, Trud, va ser promesa en matrimoni amb Alvís. En Thor no estava content amb el partit, però, així que va idear un pla: Tor va dir a Alvís que, a causa de la seva poca alçada, havia de demostrar la seva saviesa. L'Alvís va acceptar, però en Tor va fer que les seves proves duressin fins a l'alba, quan l'Alvís, com que era un nan, es va quedar petrificat en estar exposat a la llum del sol.